# Олимпийский комитет Судана
Суданский Олимпийский комитет (араб. اللجنة الاولمبية السودانية‎} — организация, представляющая Судан в международном Олимпийском движении. Основана в 1956 году и официально зарегистрирована МОК в 1959 году.
Штаб-квартира расположена в городе Хартум. Является членом МОК, ассоциации национальных олимпийских комитетов Африки и других международных спортивных организаций.

## Медали
| Медаль  | Спортсмен           | Олимпийские игры | Вид             | Дисциплина     |
| ------- | ------------------- | ---------------- | --------------- | -------------- |
| Серебро | Исмаил Ахмед Исмаил | Пекин, 2008      | Легкая атлетика | 800 м, Мужчины |